# Light Motor Car Company
Light Motor Car Company war ein US-amerikanischer Hersteller von Automobilen.

## Unternehmensgeschichte
Das Unternehmen wurde 1913 in Detroit in Michigan gegründet. Im Oktober desselben Jahres begann die Produktion von Automobilen. Der Markenname lautete Light. 1914 endete die Produktion.
Eine Quelle spekuliert, dass der Name Light von einem der Inhaber stammt, denn die Fahrzeuge konnten nicht als leicht (Light) bezeichnet werden.

## Fahrzeuge
Die Fahrzeuge wurden als Modelljahr 1914 bezeichnet.
Das einzige Modell war der Six. Es hatte einen Sechszylindermotor mit L-Kopf und 30 PS Leistung. Die Motorleistung wurde über ein Dreiganggetriebe und eine Kardanwelle an die Hinterachse übertragen.
Das Fahrgestell hatte 292 cm Radstand. Drei verschiedene Aufbauten standen zur Wahl. Dies waren Roadster, Demi-Tonneau und Tourenwagen. Die Neupreise lagen zwischen 1050 und 1250 US-Dollar.